# Капітуляція (Пікар)
Капітуляція (Surrender) — восьма серія третього сезону американського телевізійного серіалу «Зоряний шлях: Пікар». Сценарій епізоду написано Метт Окумура, режисувала Дебора Кампмайєр. Перший показ відбувся 6 квітня 2023 року.

## Зміст
Вадік блокує всі системи на борту «Титана» від екіпажу. Вона погрожує стратити екіпаж, якщо Джек не здасться. Джек думає зробити це після того, як Вадік вбиває лейтенанта Твін.
Вадік з містка наказує своїм охоронцям вбити більшу частину екіпажу «Титана» та оголошує, що вона страчуватиме члена екіпажу містка кожні десять хвилин, доки Джек не здасться сам. У той час як Шоу критикує Сьому за те, що вона не підірвала турболіфт, убивши його (Шоу), а також їхніх нападників, Джек розмовляє зі своїми батьками в лікарні. Він визнає, що має телепатичні здібності і, можливо, зможе використати їх, щоб повернути корабель. Взявши під контроль члена екіпажу містка, йому майже вдається використати обхідний код Пікара, щоб відновити контроль над кораблем Зоряного флоту. На жаль, Вадік ловить його — і показує, що вона знає про силу Джека навіть більше, ніж він.
На борту «Терняка» Вілл і Діанна обговорюють свої сімейні проблеми. Виявляється, Діанна використовувала свої емпатичні здібності, щоб зменшити горе Вілла через смерть Тада. Але в результаті ненавмисне Віллу не дозволила належним чином подолати це горе. Вони також визнають, що втомилися жити на Непенте, але залишилися за інерцією, через страх перед тим, що буде далі. Їх перериває охоронець-метаморф — якому Ворф завдає удару в спину. Поки він рятує Райкерів (і розкриває своє серце Діанні), Раффі аналізує, що робили метаморфи з трупом Пікара: вони особливо зацікавлені в його тім'яній частці, де виникає синдром Ірумоді. Метаморфи видалили його частини тім'яної ділянки — особливо ті, які ймовірно інфіковані синдромом Ірумоді. Однак розслідування переривається сигналом тривоги: посіпаки Вадік виявили відсутність Райкерів. Четверо офіцерів Зоряного флоту повертаються до замаскованого човника Ворфа.
Сідні підтверджує, що неможливо зламати системи «Титана» без надзвичайно потужного комп'ютера — скажімо, позитронного андроїда, створеного Сунгом. Таким чином, Пікар, Крашери та Сідні відправляються до інженерного відділу, де Ла Форж все ще намагається зрозуміти, що робити з Андроїдом Дейстрома M-5-10, який він намагався зробити придатним, як тільки міг. Ла Форж пояснює, що Алтан Сунг навмисно залишив перегородку між особами Дейти і Лора. І їхній єдиний вихід — опустити цю перегородку й дозволити двом особистостям її зняти. Звісно, це буде проблемою, тому що Дейта не зможе позбавити іншу істоту життя, на відміну від Лора. Дійсно, під час битви в центрі розуму Дейта визнає, що його подолано, і здається. Він передає свої спогади — капелюх і люльку, голограму Таші Яр, колоду гральних карт і, зерштою, рудого кота — дозволяючи Лору поглинути їх. Але — оскільки спогади роблять Дейту тим, ким він є, Лор став Дейтою — він асимілюється зсередини. Особистість Дейти розриває перегородку від Лора, і, розуміючи, що він може подолати опір, віддає свої спогади. Які поглинають Лора та дозволяють Дейті повністю контролювати синтетичне тіло.
Решта членів екіпажу біжать до ядра комп'ютера, щоб підключити дані до систем «Титана», які він перепрограмує, щоб захистити Джека та звільнити місток, убивши Вадік.
На містку Вадік має те, що вона хоче: залишивши батьків з коммодором Ла Форж, Джек пішов здаватися сам. При цьому він тримає термодетонатор. У той час як Вадік наказує команді містка, що залишилася, замкнутися в кімнаті чергових — за винятком Сьомої, яка залишається на містку, відмовившись піти, —Джек зупиняється, благаючи Вадік пояснити йому свої повноваження. Відповіді Вадік загадкові, але вона знає про червоні двері. В інженерному відсіку особистість, яка з'являється, — це здебільшого Дейта, але з деякими явними змінами: не лише емоції, але й здатність використовувати суржик — і бути беззастережним ментором.
Почувши сигнал Пікара, Джек розгортає свою «гранату» — фактично герметичне силове поле, у яке вони з Сьомою занурюються. Дейта перезавантажує корабель, а потім відкриває аварійний евакуаційний люк на містку — викидаючи Вадік і її посіпак, хто залишився, в космічний вакуум.
Замерзле тіло Вадік розсипається від зіткнення із «Терняком», і «Титан» добиває її корабель фотонними торпедами, перш ніж вирушити назад до простору Федерації. Одну серйозну загрозу вдалося подолати, але в рядах Зоряного Флоту все ще є багато метаморфів. До Дня фронтиру залишилися лічені години, на «Титані» відчайдушно не вистачає персоналу, і його досі вважають шахраями. І ніхто не знає, що метаморфи планують робити. Дослідження Раффі, привезене з «Терняка», ще належить оцінити. Тим не менш, основний екіпаж «NCC-1701-D/E» — Жан-Люк Пікар, Вільям Райкер, Дейта, Беверлі Крашер, Джорді Ла Форж, Ворф і Діанна Трой — знову зібрався вперше за 20 років, Зоряний флот має шанс на бій.
Діанна усвідомлює, що навколо Джека панує «темрява» — не в ньому, а через нього. Вона розмовляє з ним і відразу переходить до питання про червоні двері. Джек боїться того, що знаходиться по той бік, але Діанна пропонує відкрити двері разом з ним, стрибнувши в його повторення думок або туди, де ці двері знаходяться. Джек простягає руку й береться за дверну ручку. Трой заохочує його протистояти своєму страху та пройти червоні двері, які він бачить у своїх видіннях.
Ти взяв мої спогади. Ти став мною. Ми тепер — це я.

## Створення
Музичну тему до серіалу написав Стівен Бартон

## Сприйняття та відгуки
На сайті «Rotten Tomatoes» епізод отримав 100 % підтримки на основі відгуків 6 критиків.
В огляді «StarTrek.com» зазначалося: «У восьмому епізоді „Зоряного шляху: Пікар“, Вадік змушує Жана-Люка зробити неможливий вибір — віддати те, чого він ніколи не може дати… або спостерігати, як гине його команда. Їхній єдиний порятунок — у свідомості старого друга і давнього ворога.»
В огляді «Den of Geek» серію оцінено у 3.5 зірки з 5 та зазначено: «Зоряний шлях: Пікар дає і забирає. Іноді навіть в одному епізоді. Такий випадок із „Капітуляцією“, надзвичайно нерівною годиною, яка яскравіше сяє, коли зосереджується на екіпажі зі спадщини „Зоряного шляху: Наступне покоління“, але сильно спотикається, коли намагається повернутися до більшої таємниці справжньої особи Джека Крашера. Неодноразові спроби серіалу не відповісти на це, здавалося б, головне питання його останнього сезону, швидко стають виснажливими, і, що ще гірше, є вбивцями імпульсу оповіді, які забирають набагато цікавішу емоційну роботу персонажів, котра відбувається в інших місцях.»
«TV Tropes» здійснює детальний розбір аналогій, неспівпадінь та недоречностей епізоду.
В огляді «TrekCore» зазначено: «Цього тижня „Зоряний шлях: Пікар“ знову містить деякі неймовірно сильні елементи, але зрештою „Капітуляція“ не змогла зберегти гучний імпульс, досягнутий у перших шести епізодах сезону. Як доповнення до „Домініону“, епізод здається трохи м'яким і розтягнутим, з кількома повторюваними елементами та безладним тоном — особливо в довгоочікуваних сценах між Віллом Райкером і Діанною Трой, котрі нарешті знову разом після тривалої розлуки. Поряд із тими сценами Райкера та Трой на „Терняку“, ми отримуємо ще неймовірну роботу від Аманди Пламмер як Вадік, яка несподівано зустрічає свою смерть наприкінці епізоду. Ми спостерігаємо дивовижне возз'єднання оригінального акторського складу „Наступного покоління“ в оглядовій залі. Ми також отримуємо чудове виконання Джека і Діанни, які виконують невеликий номер, щоб завершити епізод і визначити, що буде наступного тижня.»
На сайті «IMDb» станом на лютий 2023 року епізод отримав 8.6 з 10 зірок схвалення при 4192 голосі.

## Знімались
| Актор             | Роль                |
| ----------------- | ------------------- |
| Патрік Стюарт     | Жан-Люк Пікар       |
| Джері Раян        | Сьома-з-Дев'яти     |
| Ед Спелірс        | Джек Крашер         |
| Мішель Герд       | Раффі Музікер       |
| Левар Бертон      | Джорді Ла Форж      |
| Майкл Дорн        | Ворф                |
| Джонатан Фрейкс   | Вілл Райкер         |
| Гейтс Макфадден   | Беверлі Крашер      |
| Брент Спайнер     | Дейта               |
| Марина Сіртіс     | Діана Трой          |
| Тодд Стешвік      | Ліам Шоу            |
| Аманда Пламмер    | Вадік               |
| Ешлі Шарп Честнат | Сідні Ла Форж       |
| Міка Бертон       | Аландра Ла Форж     |
| Стефані Чайковскі | Т'Він               |
| Джозеф Лі         | Мура                |
| Дженсон Ченг      | лейтенант "Терняка" |
| Джин Малей        | Есмар               |